# Charmlū
Charmlū (persiska: چومُلو, چرملو, Chūmolū) är en ort i Iran.   Den ligger i provinsen Kurdistan, i den nordvästra delen av landet, 400 km väster om huvudstaden Teheran. Charmlū ligger 1 556 meter över havet och antalet invånare är 479.
Terrängen runt Charmlū är kuperad åt sydost, men åt nordväst är den platt. Terrängen runt Charmlū sluttar västerut.Runt Charmlū är det ganska glesbefolkat, med 50 invånare per kvadratkilometer. Närmaste större samhälle är Qaplān Tū, 12,7 km sydost om Charmlū. Trakten runt Charmlū består i huvudsak av gräsmarker.